# Alexander Lebzelter
Alexander Lebzelter (* 6. November 1891 in Wien; † Dezember 1936 ebenda) war ein österreichischer Feldhockey-, Eishockey- und Bandyspieler.

## Karriere
Alexander Lebzelter spielte ab 1913 für den Wiener Eislauf-Verein (WEV), mit dem er 1915/16 den Titel bei der Wiener Eisballmeisterschaft und den Titel bei der Eishockeymeisterschaft 1924 und 1927 holte.
1927 gehörte er zu den Gründern der Eishockeysektion des Österreichischen Wintersportclubs, für den er zwischen 1927 und 1929 aktiv war.
International spielte er für die österreichische Eishockeynationalmannschaft bei den Eishockey-Europameisterschaften 1925 und 1926.
Nach dem Ende seiner Karriere spielte er weiter für die Senioren des WEV. Er wurde am Wiener Zentralfriedhof bestattet.